# 金庭镇 (嵊州市)
金庭镇，是中国浙江省嵊州市下辖的一个镇，位于市东部，距嵊州市市区20公里。2019年7月，撤销金庭镇、北漳镇建制，合并设立新的金庭镇。调整后，新的金庭镇辖1个居民区、22个行政村，镇政府驻金庭村临江东路2号。

## 行政区划
现辖：
灵鹅村、金庭村、晋溪村、华堂村、济渡村、新合村、欢潭村、后山村和高龙村。

## 简史
唐宋时设金庭乡，南宋时属孝嘉乡，1932年—1934年设华堂、晋溪、后山镇。1946年重设金庭乡。1950年分设成后山乡、金庭乡、灵鹅乡、炉峰乡和孝嘉乡五乡。1956年后山乡和金庭乡合并称金山乡。1958年分设上东人民公社金山和新合管理区。1961年改建金山人民公社和新合人民公社。1981年新合公社更名成金庭公社，1983年3月，改设金山乡和金庭乡。1992年5月，二乡合并，改为金庭镇。

## 中国传统村落
华堂村获评“中国传统村落”。

## 景点
金庭观等。